# Staatliche Europa-Schule Berlin
Die Staatliche Europa-Schule Berlin (kurz SESB) ist eine sprachbetonte, staatliche  Schulform besonderer pädagogischer Prägung in Berlin. Sie wurde 1992 gegründet und umfasst heute 35 Standorte im Grund- und Sekundarschulbereich mit ca. 7000 Schülern.

## Geschichte
Angesichts der zunehmenden Internationalisierung Berlins (beschleunigt nach dem Mauerfall 1989) begannen Elternvereine (unterstützt durch die Europa-Union Berlin) in den 1980er Jahren für die Eröffnung einer europäisch orientierten Schulform zu werben. Ziel war die Förderung der europäischen Sprachenvielfalt durch neue pädagogische Konzepte und Lernformen. Die SESB wurde 1992 mit drei Sprachzweigen (Deutsch-Französisch, Deutsch-Englisch, Deutsch-Russisch) als Schulversuch gegründet und 2011 als „Schule besonderer pädagogischer Prägung“ als Teil der Berliner Schullandschaft anerkannt.
Seit dem Schuljahr 2017/18 wurden fünf neue Standorte eröffnet.
In ihrer Koalitionsvereinbarung für die Legislaturperiode 2016 bis 2021 hat sich die Regierungskoalition des Landes Berlin auf den weiteren Ausbau der SESB verständigt. Laut der Koalitionsvereinbarung wird das „erfolgreiche Angebot der Staatlichen Europaschule Berlin [...] nachfragegerecht auf Basis der Evaluation weiter ausgebaut und dabei darauf geachtet, dass auch Standorte in den östlichen Bezirken aufgebaut werden“. Das wurde in den Richtlinien der Regierungspolitik 2023-2026 erneut bestätigt. „Der Senat will das erfolgreiche Angebot der Staatlichen Europaschule Berlin (SESB) um weitere Sprachen und Standorte, insbesondere in den östlichen Bezirken, ausbauen.“

## Konzept
Die SESB zielt darauf, auf umfassende Weise Kompetenzen in Deutsch und einer weiteren Sprache zu vermitteln und zugleich einen Beitrag zur interkulturellen Erziehung und zur Förderung eines „europäischen und internationalen Bewusstseins“ zu leisten. Die SESB bietet eine für alle Berliner Kinder offene bilinguale Schulbildung ab der ersten Klasse bis zum Abitur und ist an den Berliner Rahmenlehrplan gebunden. Sie kombiniert den Spracherwerb durch das Konzept der dualen Immersion mit dem Ziel, als interkulturelle Begegnungsschule zu fungieren. Das besondere Merkmal dieser Schulform besteht im dreigliedrigen Prinzip der Parität:
- Parität der Stundentafeln: Der Anteil des deutschsprachigen und des partnersprachigen Unterrichts beträgt jeweils 50 % des Stundenplanes.
- Parität der Mitarbeiter: Der Unterricht erfolgt durch Lehrkräfte und Erzieher in ihrer jeweiligen Muttersprache, wobei die Schüler in den Fächern Deutsch und ihrer 1. Fremdsprache (also ihrer Partnersprache) bis zur 9. Klasse in jeweiligen Kleingruppen (typischerweise 12 Schüler) unterrichtet werden.
- Parität der Schülerschaft: Die Schüler stammen aus monolingual deutschsprachigen, rein fremdsprachigen oder bilingualen Familien und erwerben nach den in Berlin üblichen sechs Grundschuljahren nach der 10. Klasse den mittleren Schulabschluss (MSA) oder nach 12 bzw. 13 Jahren das Abitur auf einer Integrierten Sekundarschule (ISS) oder einem Gymnasium. Mit dem Abitur wird zugleich der höchste Sprachkenntnisstand C2 nach dem Gemeinsamen europäischen Referenzrahmen für Sprachen bescheinigt. Ab der 5. Klasse erwerben die Schüler mit Englisch eine weitere Fremdsprache (die dritte Fremdsprache im deutsch-englischen Sprachzweig ist Französisch).

Folgende Partnersprachen werden innerhalb der SESB angeboten (Stand Dezember 2024): Englisch, Französisch, Spanisch, Italienisch, Griechisch, Polnisch, Portugiesisch, Russisch und Türkisch.
In der Regel sollen in allen Fächern jeweils muttersprachliche Lehrkräfte unterrichten.
SESB-Standorte sind an regulären staatlichen Schulen untergebracht, an denen sie ein bis drei Züge ausmachen. Formal sind die jeweiligen Bezirke die Schulträger, während der Senat für die Konzeption, die rechtlichen Rahmenvorgaben und die Auswahl und Einstellung Personals zuständig ist. Zusätzlich werden an vielen SESB-Standorten fremdsprachige Lehrkräfte über die jeweiligen Partnerländer eingesetzt und finanziert.

## Evaluation der SESB
Nach etwa 25 Jahren wurde die SESB 2016 von der Christian-Albrechts-Universität zu Kiel und dem Max-Planck-Institut für Bildungsforschung im Auftrag der Mercator-Institut für Sprachforschung evaluiert. Die Studie belegt, dass die duale Immersion nach dem Modell der SESB ein Weg zur additiven Bilingualität ist bei gelingender Integration ohne Leistungsrückstände in den Sachfächern. Die Partnersprache wird durch den durchgehenden zweisprachigen Unterricht auf international konkurrenzfähigen Niveau erlernt. Die deutsche Landessprache lernen sie mindestens so gut wie gleichaltrige Schüler aus regulären Klassen. Eine weitere Fremdsprache wird schneller als bei Regelschülern erlernt. Die Leistungsentwicklung in den Sachfächern wird dadurch nicht beeinträchtigt. Darüber hinaus wird durch die Lernkompetenz der SESB die soziale und interkulturelle Kompetenz und die europäische Verständigung gefördert. Somit gelingt in dieser Schulform die Integration von Kindern aus sprachlich-kulturellen Minoritätsgruppen besser als an den sonstigen Regelschulen.

## Standorte
Übersicht über alle SESB-Standorte:

### Deutsch-Englisch
- Charles-Dickens-Grundschule
- Quentin-Blake-Grundschule
- Galilei Grundschule
- Peter-Ustinov-Schule Berlin (ISS)
- Hans-Litten-Schule (OSZ Recht und Wirtschaft)
- Schiller-Gymnasium Berlin
- Dreilinden-Gymnasium

### Deutsch-Französisch
- Grundschule am Arkonaplatz
- Judith-Kerr-Grundschule
- Märkische Grundschule
- Regenbogen-Schule (Grundschule)
- Georg-von-Giesche-Schule (ISS)
- Sophie-Scholl-Schule (ISS)

### Deutsch-Griechisch
- Athene-Grundschule
- Max-von-Laue-Schule (ISS)
- Gymnasium Steglitz

### Deutsch-Italienisch
- Finow-Grundschule
- Herman-Nohl-Schule (Grundschule)
- Alfred-Nobel-Schule (ISS)
- Albert-Einstein-Gymnasium (Berlin)

### Deutsch-Polnisch
- Katharina-Heinroth-Grundschule
- Robert-Jungk-Schule (ISS)

### Deutsch-Portugiesisch
- Grundschule Neues Tor
- Kurt-Schwitters-Schule (ISS)

### Deutsch-Russisch
- Grundschule am Brandenburger Tor
- Brüder-Grimm Grundschule
- Lew-Tolstoi-Grundschule
- Mildred-Harnack-Schule (ISS)

### Deutsch-Spanisch
- Hausburg-Grundschule
- Joan-Miró-Grundschule
- Lemgo-Grundschule
- Albrecht-von-Graefe-Schule (ISS)
- Friedensburg-Schule (ISS)

### Deutsch-Türkisch
- Aziz-Nesin-Grundschule
- Carl-von-Ossietzky-Schule (ISS)

### Bücher
- J. Möller, F. Hohenstein, J. Fleckenstein, O. Köller und J. Baumert (Hrsg.): Erfolgreich integrieren – Staatliche Europaschule Berlin. Waxmann, Münster 2015, ISBN 3-8309-3577-3.
- Rita Zellerhoff: Didaktik der Mehrsprachigkeit. Didaktische Konzepte zur Förderung der Mehrsprachigkeit bei Kindern und Jugendlichen. Peter Lang, Frankfurt/M 2009, ISBN 978-3-631-58569-6.

### Zeitschriften und weitere Veröffentlichungen
- J. Fleckenstein, J. Möller und J. Baumert: Mehrsprachigkeit als Ressource: Kompetenzen dual-immersiv unterrichteter Schülerinnen und Schüler in der Drittsprache Englisch. In: Zeitschrift für Erziehungswissenschaft. Band 21, Nr. 1, 2018, S. 97–120. doi:10.1007/s11618-017-0792-9
- Abgeordnetenhaus Berlin: Erweiterung des Angebots der Staatlichen Europa-Schule Berlin (SESB) mit Beginn des Schuljahres 1993/94. Drucksache 12/273. Berlin 1993.
- S. Gräfe-Bentzien: Evaluierung bilingualer Sprachkompetenz: Eine Pilotstudie zur Entwicklung der deutschen und italienischen Sprachfähigkeiten in der Primarstufe beim Schulversuch der Staatlichen Europa-Schule Berlin (SESB). Dissertation, Freie Universität Berlin, 2001.
- B. Schumacher: Modell einer bilingualen Begegnungsschule: Die Staatliche Europa-Schule Berlin. In: P. Doyé (Hrsg.): Kernfragen des Fremdsprachenunterrichts in der Grundschule. Westermann, Braunschweig 2005, S. 216–231.
- Senatsverwaltung für Bildung, Jugend und Wissenschaft: Einrichtungsverfügung für die Staatliche Europa-Schule Berlin (SESB) als Schule besonderer pädagogischer Prägung (Rahmenvorgaben). Berlin 2012.